# BRED Banque populaire
Pour les articles homonymes, voir Banque populaire (homonymie).
La BRED (acronyme de Banque régionale d'escompte et de dépôts, ancienne dénomination de la banque jusqu'à la fin des années 1970), fondée en 1919 par Louis-Alexandre Dagot à Vincennes, est la plus importante des banques populaires françaises, au sein du groupe BPCE. La BRED est une banque coopérative comptant près de 208 096 sociétaires en 2022.
L'établissement comprend 325 agences de proximité dont 92 agences dans les DROM-COM, 16 centres d’affaires, 15 cercles de gestion patrimoniale et un cercle consacré à la gestion de fortune. La BRED est représentée par des correspondants bancaires dans plus de 150 pays. En 2022, son effectif total est de 6 300 salariés, dont 30 % à l'étranger.

## Historique

### Le lancement
Le 13 mars 1917, une loi instituant la possibilité de créer des « banques populaires » est votée. Plus de deux années s'écoulent et le 7 octobre 1919 à Vincennes, Louis-Alexandre Dagot , Ambroise Leuret, Paul Muris et Gaston Riou fondent la Banque populaire industrielle et commerciale de la banlieue Est de Paris qui réunit 233 sociétaires. Aucun des quatre fondateurs n’est banquier de métier. La première agence basée à Vincennes démarre ses activités en décembre 1919. Un bureau auxiliaire se situe à Nogent-sur-Marne, et un autre à Saint-Maur-des-Fossés, qui deviennent des agences à part entière en 1924.
La banque cherche à accélérer son développement. Chaque banque populaire se voit attribuer une circonscription par le ministère du Commerce, une zone dans laquelle chacune est autorisée à ouvrir ses agences. Dans le début des années 1920, la banque s’étend à Montreuil en 1921, Boissy-Saint-Léger et Fontenay (1922), à Champigny (1923), à Charenton, Alfortville, Saint-Mandé et Saint-Maurice (1924), ces deux dernières ayant été rachetées à la Banque populaire de Paris.
Deux organismes nationaux, le Centre fédératif du crédit populaire et la Caisse centrale des banques populaires sont chargés de l’encadrement et du contrôle des banques populaires, mais leur autorité ainsi que leurs moyens d’action est très faible.
La banque connait un développement soutenu durant les années 1920, passant de trois salariés en 1919 à 365 en 1930.

### Développement
La banque s’investit ensuite dans une expansion de sa circonscription en se déployant en Seine-et-Marne et en Seine-et-Oise, ainsi que la Marne, l’Aisne, et ouvre des agences à Reims et Épernay à la suite du démantèlement de la Banque populaire des régions libérées. Des bureaux sont également ouverts à Paris, rue Saint-Antoine. Pour accompagner cette expansion, la banque se rebaptise Banque populaire industrielle et commerciale de la région Est de Paris au début des années 1930.
Un rapport de l’inspection des finances de 1929 résume que « la Banque sort nettement de son rôle de banque populaire ». Pour tenir le rythme d’une telle activité, la banque passe au statut de société coopérative de banque populaire à capital fixe, ce qui lui permet d’augmenter son capital.
La banque mène aussi une politique de rénovation de ses agences et bureaux, et commence à se doter d’un parc immobilier conséquent, et que son président veut prestigieux.
Toutes les banques populaires issues de la loi de 1917 ne connaissent pas le même succès, ce qui mène à l’instauration de la loi du 29 juillet 1929 et à la naissance de la Chambre syndicale des banques populaires, dont le rôle est d’assurer un contrôle technique, administratif et financier. Sa principale préoccupation sera l’assainissement et le regroupement des banques populaires. La Chambre syndicale viendra en aide à plusieurs reprises à la Banque Populaire industrielle et commerciale de la région Est de Paris lorsque la crise économique frappe la France dès 1931. Les ingérences répétées de la Chambre syndicale ne plaisent pas à Louis Dagot qui ne se plie pas à ses recommandations, malgré l’enlisement de sa banque dans la crise. En 1934, l’exploitation devient déficitaire.
À la suite de l’affaire Stavisky et des mouvements sociaux qui en découlèrent, la loi du 17 mars 1934 est votée, et permet à la Chambre syndicale de nommer les directeurs, présidents et administrateurs des banques populaires. Dès mai 1934, un certain Pierre Boissou est alors chargé de la surveillance de la banque. En 1935, Louis Dagot est sommé de quitter la présidence de la banque.

### 1935 - 1944: assainissement, sortie de guerre
Le conseil d’administration de la banque est alors complètement renouvelé, faisant place à des personnalités bénéficiant de fortes expériences dans le milieu bancaire, dont Victor Girardin et André Becq (administrateurs), Gabriel Lion (administrateur délégué) et Gilbert de Monès del Pujol (administrateur coopté et président). La banque gère alors 19 agences. La nouvelle équipe analyse les comptes débiteurs de la banque - nombreux ayant été dissimulés - et comptabilisent un total 66 millions de francs de créances. Pour assainir la situation, le capital des porteurs de parts est divisé par 5, la Chambre syndicale lui avance 18 millions de francs, et son capital est réduit à 3 millions de francs.
En 1939, la banque ne compte plus que 11 agences. De 1934 à 1940, le nombre d’agents passe de 348 à 144. Le principe “un homme, une voix” est abandonné, et désormais, chaque sociétaire a autant de voix que de parts sociales.
En novembre 1938, Pierre Boissou est nommé à la direction générale de l’établissement. Il entreprend alors une vague de licenciements, se défait des agences peu rentables, réinstaure l’autorité du siège, et ré-insuffle l’esprit d’équipe. À la mi-1939, l’exploitation est à nouveau bénéficiaire.
La déclaration de guerre en septembre 1939 provoque des retraits importants d’argent, et un nombre important d’employés est mobilisé. Le pillage de l’occupant allemand provoque un ralentissement de l’économie au niveau national. Les conditions de travail deviennent précaires. Cette situation donne naissance à une forte solidarité au sein du personnel et à une politique sociale volontaire.
En 1942, la banque change de nom et devient la Banque régionale d’escompte et de dépôts (rapidement surnommée la BRED).

### 1945 - 1960: reprise
La Bred appuie son développement post-guerre sur une nouvelle clientèle : les caisses sociales et les grandes firmes industrielles : Caisse  d'allocations familiales, URSSAF, CANCAVA, Comptoir des produits sidérurgiques, Desmarais frères, Générale automobile parisienne, Kréma... À destination de ses clients traditionnels, la banque lance le crédit à moyen terme.
La BRED s’étend jusqu’en Normandie en fusionnant en 1956 avec la Banque populaire de Rouen, et en rachetant la banque Surchamp en 1953. À Paris, en 1965, la Bred dispose de douze guichets, et son expansion en banlieue parisienne se poursuit. Au niveau rural, en 1955, la Bred expérimente le système du « camion-banque », une fourgonnette qui se rend dans les lieux les plus isolés pour assurer les services bancaires de l’enseigne.
Après la guerre, les avantages sociaux des salariés sont restaurés : comité d’entreprise, rétablissement du droit de grève et de former des syndicats, et instauration de la sécurité sociale. Une culture d’entreprise forte se développe, Pierre Boissou est surnommé le patron, et les employés sont surnommés les brédards.
En 1946, la BRED se modernise en équipant son siège d’une machine à statistiques Bull (MAS). Dès 1948, les agences sont progressivement équipées de National Cash Registers, de grosses caisses enregistreuses qui permettent au guichetier de remplir le rôle de positionniste, de manipulateur et de caissier. Ces nouvelles machines améliorent la performance des agences. En 1956, la banque équipe son siège d’un nouvel atelier mécanographique insonorisé, destiné à 90 % aux opérations comptables. En 1963, la Bred entre dans l’ère électronique en faisant l’acquisition d’un ordinateur IBM 1401. Les National Cash Registers sont progressivement transférés aux centrales comptables. Défaites de leurs tâches administratives, les agences deviennent principalement des relais de prospection animées par des commerciaux. De 1947 à 1964, l’effectif de la banque passe de 290 à 1 233 employés, et un programme complet de recrutement et de formation est mis en place.

### 1966 - 1978: modernisation
L’IBM 1401 propose de nouveaux supports pour les données, des bandes et des disques magnétiques (8Kb de mémoire). Dix ans après l’achat de cet ordinateur, 5 000 bandes et 150 disques magnétiques ont complètement remplacé les cartes perforées. La banque se dote d’un service d’encodage des données, et d’un service de post-marquage des chèques. À partir de 1978, les premiers terminaux d’agences peuvent rapidement consulter le système d’information central, hébergé dans les nouveaux bureaux de Créteil. Les métiers de l’informatique commencent à devenir de plus en plus importants. La direction de l’informatique est créée en 1973 et confiée à Georges Demanneville, un ancien ingénieur de chez IBM. Toutes les opérations de la banque sont repensées autour de ce nouvel outil révolutionnaire. En 1974, la Banque 2000 est mise en service, une agence entièrement automatisée, sans agent. L’informatique permet également de centraliser et d’automatiser les demandes de prêt, ce qui a pour conséquence d’accélérer cette activité.
Dans les années 1950, face à une demande accrue pour des prêts personnels, la Bred développe sa propre filiale de financement de vente à crédit complètement indépendante de la Caisse centrale. Les législations vis-à-vis des banques populaires s’assouplissent, ce qui leur permet d’offrir également leur prêt immobilier à des non-sociétaires et aux artisans. Les sociétés de crédit à la consommation exige de la part des particuliers l’ouverture en banque d’un compte de domiciliation. De 1951 à 1958, le nombre de comptes ouverts à la Bred est multiplié par 7.
En 1967, la Bred commercialise les premières cartes bleues. En 1976, 600 distributeurs automatiques de billets de la Bred sont implantés, et la banque compte 22 000 clients utilisateurs de la carte bleue.

### 1979 - 1991: diversification, développement international
En 1985, Louis Chevallier prend sa retraite, et le poste de directeur général est assuré par deux hommes : Guy de Chavanne, qui dirige les activités commerciales de la banque, et Maurice Leruth, qui en dirige les activités financières.
Pour gérer ses capitaux de plus en plus importants, la BRED développe ses propres outils et se désolidarise de la Caisse centrale. En 1985, elle participe à hauteur de 20 % à la création de la banque Stern, une banque de trésorerie. En 1988, la Bred se dote de sa propre « salle des marchés » pour gérer sa propre trésorerie. Cette salle des marchés peut traiter des produits de plus en plus complexes, et 60 ingénieurs financiers sont engagés pour y travailler. La banque se lance aussi dans l’épargne assurance, avec les contrats Vie-Bred en 1980, puis la création de la Prepar en 1983, sa propre compagnie d’assurance. En 1989, la Bred gère 2 milliards de francs de réserves d’assurance. En 1982, la banque acquiert également Richelieu, une maison de titres, rebaptisé la Compagnie financière d’épargne et de placement (CFEP) l’année suivante.
Pour son développement international, la banque acquiert en 1986 une partie de la Banque internationale de commerce (BIC). En 1988, elle s’associe avec la banque italienne Banco popolare di Lecco. En 1989, elle conclut un partenariat avec la Banque nationale du Canada, ainsi qu’avec la Caja de Ahorros de Galicia. En 1990, elle en fait de même avec l’allemande Landesgirokasse. En 1988, la BRED ouvre des bureaux à Londres, rachète le Crédit liégeois, et ouvre une succursale à Milan.
En 1986, la BRED rachète la Société betteravière d’expansion européenne, qui devient par la suite la Société de banque et d’expansion (SBE), et qui se spécialise dans le concept de « banque en sites », c’est-à-dire directement au sein des entreprises.
Durant les années 1980, les agences du réseau sont rénovées avec des vitrines ouvertes sur les rues, et un nouveau logo bleu avec des rayures filantes uniformise l’image de la banque. En 1983, la totalité du réseau est équipé de terminaux financiers. Dès 1981, un système de télébanque est testé, qui permet au client de réaliser ses opérations bancaires par téléphone ou minitel. En 1984, « Télébred » compte 200 entreprises clientes. À la fin des années 1980, toutes les opérations deviennent télé-transmises. Cependant, la banque met du temps à équiper ses agences de micro-ordinateurs, continuant à s’appuyer sur ses “SIG_08” qui permettent une connexion directe à l’ensemble des bases de données.
De 1979 à 1991, l’effectif de la banque passe de 2 854 à 3 367. Sur la même période, le capital de la banque passe de 200 millions à 1,250 milliard de francs, et le nombre de sociétaires passe de 79 000 à 170 000.
En 1985, la BRED s’implante sur l’île de La Réunion en rachetant les 3 agences de la BPFD (et en ouvre une quatrième à Sainte-Clotilde). Pour assurer la liaison directe avec la métropole et proposer aux Réunionnais les mêmes prestations, la BRED met en place un système de communication par satellite. En 1986, la BRED absorbe la Banque populaire de Guadeloupe, qui compte 6 agences, 20 000 clients, et 200 employés. Pour assurer une formation efficace, un outil de visioconférence est adopté. En 1989, une succursale est ouverte à Fort-de-France en Martinique.
En 1991, la plupart des filiales et participations de la BRED sont regroupées dans un holding fraîchement créé, Cofibred.
Au début des années 1990, les choix opérés par la direction sont mal compris par ses employés, et ne correspondent pas à l’image qu’ils se font de leur banque. Le turn-over atteint 10 %. Les mutations internes sont brutales. La communication interne est insuffisante. Un malaise s’installe.

### 1992 - 1997: crise et réorganisation
La BRED se développe, mais son coefficient d’exploitation est plus élevé que celui de ses concurrents. En 1992, la production de crédits a beaucoup ralenti. Les clients restaurateurs et hôteliers de la banque sont frappés de plein fouet par la crise (immobilier et guerre du Golfe). Depuis la déréglementation bancaire de 1984, les marges sur les crédits se sont effritées. Certains investissements à l'étranger s’avèrent peu rentables.
En 1992, la BRED, désireuse d’être plus impliquée dans l’immobilier malgré le mauvais climat économique qui y règne, crée, via sa holding Cofibred, la BRED-Pallas Financement immobilier (BPFI) en rachetant une partie des actifs de la banque Pallas. Cette année-là, la BRED cumule une perte totale de 396 millions de francs, et BPFI cumule à elle seule 512 millions de francs de perte.
En 1990, face à une direction générale en perte de contrôle, François-Xavier de Fournas-Labrosse, un ancien de la Société générale, est nommé directeur général de la BRED, aux côtés de Maurice Leruth, qui n’annoncera son départ qu’en 1992. Cette année-là, F.-X. de Fournas fixe l’objectif de la banque pour les années à venir : renouer avec la rentabilité. La banque abandonne alors son statut de société anonyme pour adopter celui de société coopérative.
Entre 1993 et 1996, la BRED reçoit une aide de 1,435 milliard de francs d’aide de la part de la Chambre syndicale via le Fonds collectif de garantie. En contrepartie, la Bred ouvre le capital de plusieurs de ses filiales au Groupe des banques populaires : Soloma (crédit-bail), Novacrédit (crédit à la consommation), Cofibourse, Prepar Vie (la branche entreprises), Interépargne et SBE. En 1993, la BPFI est dissoute, et une bonne partie du parc immobilier de la BRED est revendu. En 1996, le pôle immobilier est bénéficiaire (119 millions de francs), mais les pertes reprennent l’année suivante (- 375 millions de francs). La BRED revend également le Crédit liégeois à la Banque Bruxelles Lambert. Côté effectifs, la banque les réduit de 20 % en trois ans. L’accent sur la formation commerciale s’intensifie.
L’hyper-diversification des années 1980 laisse place à une stratégie d’hyper-rationalisation. F.-X. de Fournas axe le développement de la BRED autour de sa salle des marchés, ainsi que sur la banque de détail. La banque reprend son déploiement dans la région parisienne ainsi que dans les DOM. Les agences sont rénovées pour y intégrer des espaces de confidentialité, ce qui faisait défaut lors des grandes rénovations des années 1980. La BRED développe également sa solution de plateforme téléphonique, Alodis, et intensifie la prospection par téléphone. Une direction de banque à distance, BRED Direct, est instaurée en 1995. Côté gestion des risques, le département des affaires spéciales est créé (DAS) afin d’accompagner les clients défaillants.
En 1996, un rapport d’inspection de la commission bancaire conclut : « La banque vient de connaître une période particulièrement difficile, mais on peut la considérer à présent sortie d’affaire ».

### 1998 - 2012: renouer avec la croissance

#### Natexis / Natixis
En 1996 est créé Natexis, produit de la fusion du Crédit national et de la Banque française du commerce extérieur. Ce nouvel organe se substitue à la Chambre syndicale, et ¾ de son capital est détenu par les Banques populaires. Avec Natexis, la Bred va finir de rembourser les subventions reçues du fonds collectif de garantie, tout d’abord en aidant la Caisse centrale à entrer à hauteur de 23 % dans le capital de Natixis en déboursant près de 500 millions de francs, puis en cédant à Natexis 25 % de la Banque populaire asset management (BPAM) pour 125 millions de francs, et 33 % d’Interépargne. À la suite de ces opérations, le Groupe des Banques populaires nettoie l’ardoise de 1,7 milliard de francs de la BRED. En 2006, Natexis se rapproche d’Ixis Corporate and Investment Bank pour former Natixis. Le 31 juillet 2009, à la suite des pertes record enregistrées par Natixis en 2008, victime de la crise et de mauvais choix d’investissement, les Banques populaires et les Caisses d’Épargne fusionnent pour créer leur nouvel organe central, la BPCE.

#### Développement commercial
En décembre 2003, F.X. de Fournas atteint la limite d’âge (65 ans) et cède le poste de directeur général à Jean-Michel Laty, qui a fait ses armes à la BICS. Stève Gentili succède à Michel de Mourgues à la présidence du groupe. Cette nouvelle direction poursuit les objectifs définis par l’ancienne. De 1998 à 2009, le nombre total de clients passe de 300 000 (dont 139 000 de la Casden) à 659 000. La banque cible davantage les jeunes, les professions libérales, les PME, les associations et collectivités locales. À destination des grandes entreprises, la BRED affine son offre dans la gestion des flux classiques et dématérialisés, domestiques et internationaux, ainsi que dans le traitement en masse.
Entrée dans l’ère du numérique, la BRED développe une offre de sécurisation des flux de paiement, de conservation « coffre-fort » des données, de dématérialisation des documents et de gestion des achats sur internet. Cet investissement dans le numérique se traduit par la prise de participation à hauteur de 66 % dans Click and Trust (autorité de certifications numérique créé en 2001 par le groupe Banques populaires), 80 % dans AchatPro (revendu à Hubwoo en 2008), ainsi que dans Vialink. La banque lance son premier site internet en 1995, et en 1998, le service minitel Dispobank est transféré au site internet. En juillet 2011, la banque lance sa première application mobile.
En 2006, les activités commerciales de la banque représentent 52 % de son résultat net d’exploitation, les activités financières 44 %, et la salle des marchés 4 %. Les bénéfices de la banque passent de 48 millions d’euros en 1999 à 215 millions d’euros en 2006. La banque opère une politique de rigueur et de gestion des risques, sortant d’une période de crise à ne pas reproduire. Durant cette même période, et contrairement à certains concurrents, la BRED poursuit sa logique de proximité avec le développement de son réseau d’agences, qui passe de 208 à 330. La BRED s’appuie également sur son réseau Bred Direct pour fournir la plupart de ses services directement via liaison téléphonique. En 2006, 25 % des rendez-vous en agence et 7 % des ventes sont générés via Bred Direct. Pour appuyer son développement, les effectifs passent de 2 684 en 1998 à 3 480 en 2006, la majorité étant orientés vers des métiers commerciaux.
Par contre, et malgré des politiques de relance, le nombre de sociétaires chute de 130 000 en 1998 à 108 700 en 2006.

#### Développement international
En septembre 2003, la BRED signe un protocole d‘accord avec l’AFD pour la reprise de plusieurs de ses participations dans des banques d’outre-mer. En 2004, la BRED renforce sa présence dans les DOM en rachetant les parts des sociétés de crédit que possède l’Agence française de développement en Guadeloupe, Guyane et Martinique.
À partir de 2007, la BRED relance une stratégie d’expansion internationale, mais en misant cette fois sur des banques de proximité dans les pays en forte croissance : acquisition de 15 % du capital de Socredo en 2007 (Polynésie française), de 51 % du capital de la BCIMR en 2007 (Djibouti), de la Bank of Queensland (2009, parts revendues en 2013), de 12,5 % de Acleda Bank (Cambodge), création de la BRED Vanuatu en 2008, de la Banque Franco-Lao en 2010 (Laos), et de la Bred Fidji en 2012. En 2014, l’international et les DOM-TOM représentent 45 % du chiffre d’affaires de la BRED.

#### Crise économique de 2008 et condamnations à des amendes
Selon les comptes publiés et audités, la crise économique de 2008 n’impacte pas la Bred qui affiche en 2009 une hausse de son bénéfice net de 4,6 %.
Cependant, le 19 juillet 2012, s'appuyant sur un rapport interne confidentiel, Paris Match dénonce les « acrobaties financières » ayant permis de sur-évaluer les bénéfices de la banque. Le journal Les Échos confirme le contenu du rapport qui « reproche à l'établissement d'avoir utilisé, entre 2006 et 2010, des imprécisions des nouvelles normes comptables internationales (IFRS) afin de gonfler artificiellement les résultats ». Paris Match est poursuivi en diffamation par les dirigeants de la BRED qui sont déboutés en première instance et en appel.
En 2010, la BRED est condamnée par la Commission bancaire (organisme de la Banque de France) à une amende de 200 000 euros pour un manque de surveillance dans la lutte contre le blanchiment d'argent.
Par ailleurs, début 2012, La BRED est épinglée pour le manque de surveillance de ses activités de marché. L'Autorité de contrôle prudentiel et de résolution (ACPR) lui inflige une amende de 800 000 €.

### 2012 - aujourd'hui
En septembre 2012, Olivier Klein remplace Jean-Michel Laty à la direction générale de la BRED.
En 2013 la banque annonce un bénéfice net de 182,6 millions d'euros, en hausse de 1,5 %.
En avril 2014, la BRED récupère une partie des clients de Natixis qui ferme ses agences.
En 2014, le lanceur d'alerte Jérôme Guiot-Dorel (ancien responsable de la salle des marchés de la BRED)  dénonce les pratiques de la banque dans son livre Le vaillant petit trader.
En 2016, pour la deuxième année consécutive, le produit net bancaire consolidé de la BRED dépasse le milliard d’euros : 1 095 M€, un nouveau record. Hors éléments exceptionnels, la croissance du PNB atteint 6,9 % (+3,6 % en comptable).[réf. souhaitée]
En 2017, la BRED inaugure sa filiale cambodgienne BRED Bank Cambodia, devenant ainsi l’unique banque européenne implantée au Cambodge.
La même année, la BRED s’implante aux Îles Salomon par l’intermédiaire de sa filiale locale, BRED Bank Solomon.
En janvier 2020, l'Autorité des marchés financiers (AMF) condamne la BRED à une amende de 500 000 euros pour des manquements au respect de l'European Market Infrastructure Regulation (EMIR), un texte de l'Union européenne qui réglemente l'échange de gré à gré de produits dérivés (une activité très minoritaire chez la BRED),.
Le 1er Juin 2023, Jean-Paul Julia remplace Olivier Klein à la direction générale de la BRED.

## Activités
La BRED est une banque coopérative tournée vers une clientèle de particuliers, de professionnels et de petites entreprises. En 2022, elle revendique 1,3 million de clients : particuliers, patrimoniaux, professionnels, entreprises et institutionnels.
En 2022, la banque exploite 325 agences de proximité, dont 92 dans les DOM.

### Une banque coopérative
La BRED est régie, essentiellement comme coopérative, par la législation coopérative édictée par la loi de 1947, et en tant que banque, par le Code monétaire et financier. La banque se réfère aux principes édictés par l'Alliance coopérative internationale, notamment sur la déclaration sur l’identité coopérative.
Selon l'Association internationale des banques coopératives (AIBC), une banque coopérative est « une entité bancaire qui appartient à ses sociétaires. Ces derniers ont la double qualité d’associé et d’usager, de propriétaires et de clients de leur banque. »

### Implantations internationales
En 2022, la BRED compte 6 300 collaborateurs dans son réseau, dont 30 % à l'étranger et dans les COM:
- France - (y compris outre-mer) : 325 agences
- France - outre-mer (La Réunion, Mayotte, Martinique, Guadeloupe, Guyane) : 92 agences
- Afrique (Djibouti) : 10 agences
- Océanie (Nouvelle-Calédonie, Vanuatu, Îles Fidji, Iles Salomon) : 37 agences
- Asie (Laos, Cambodge) : 23 agences

### Filiales
- Banque calédonienne d'investissement - BCI (49,9 %) : activités bancaires en Nouvelle-Calédonie
- Banque Franco-Lao (54 %) : activités bancaires au Laos
- BRED Bank Cambodia : activité bancaire au Cambodge
- BRED Bank Vanuatu : activité bancaire au Vanuatu
- BRED Bank Fiji : activité bancaire à Fidji
- BRED Bank Solomon : activité bancaire aux Îles Salomon
- BIC BRED (99,95 %) : opérations de financement du commerce international
- BRED Gestion (100 %) : moyens de paiement sécurisés pour la clientèle institutionnelle et les grands comptes
- COFIBRED (100 %) : holding d’investissement
- FIPROMER (100 %) : société d'ingénierie financière et fiscale
- NJR (100 %) : gestion et investissement
- Prepar-Vie (100 %) : assurance-vie, régimes de prévoyance
- Prepar-IARD (100 %) : incendie, accidents et risques divers
- SOFIAG (100 %) : société financière des Antilles-Guadeloupe
- SOFIDER (100 %) : crédits à long terme
- Vialink (100 %) : Tiers de Confiance qualifié par l'ANSSI, service de KYC(Connaissance client) et de signature électronique
- Promepar Asset Management (100 %) : Société de gestion[41]

## Organisation

### Gouvernance

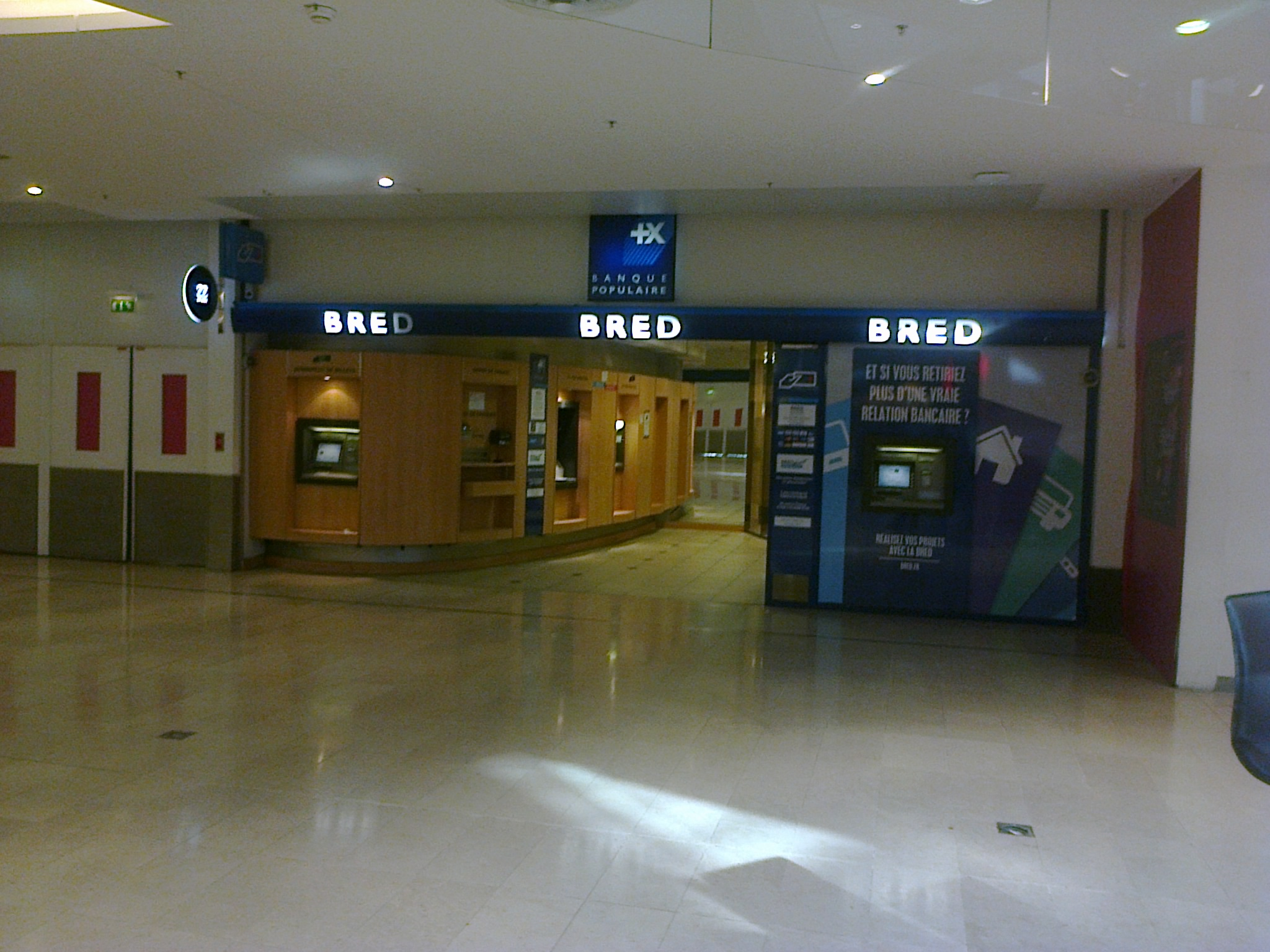
Agence BRED de la Défense.

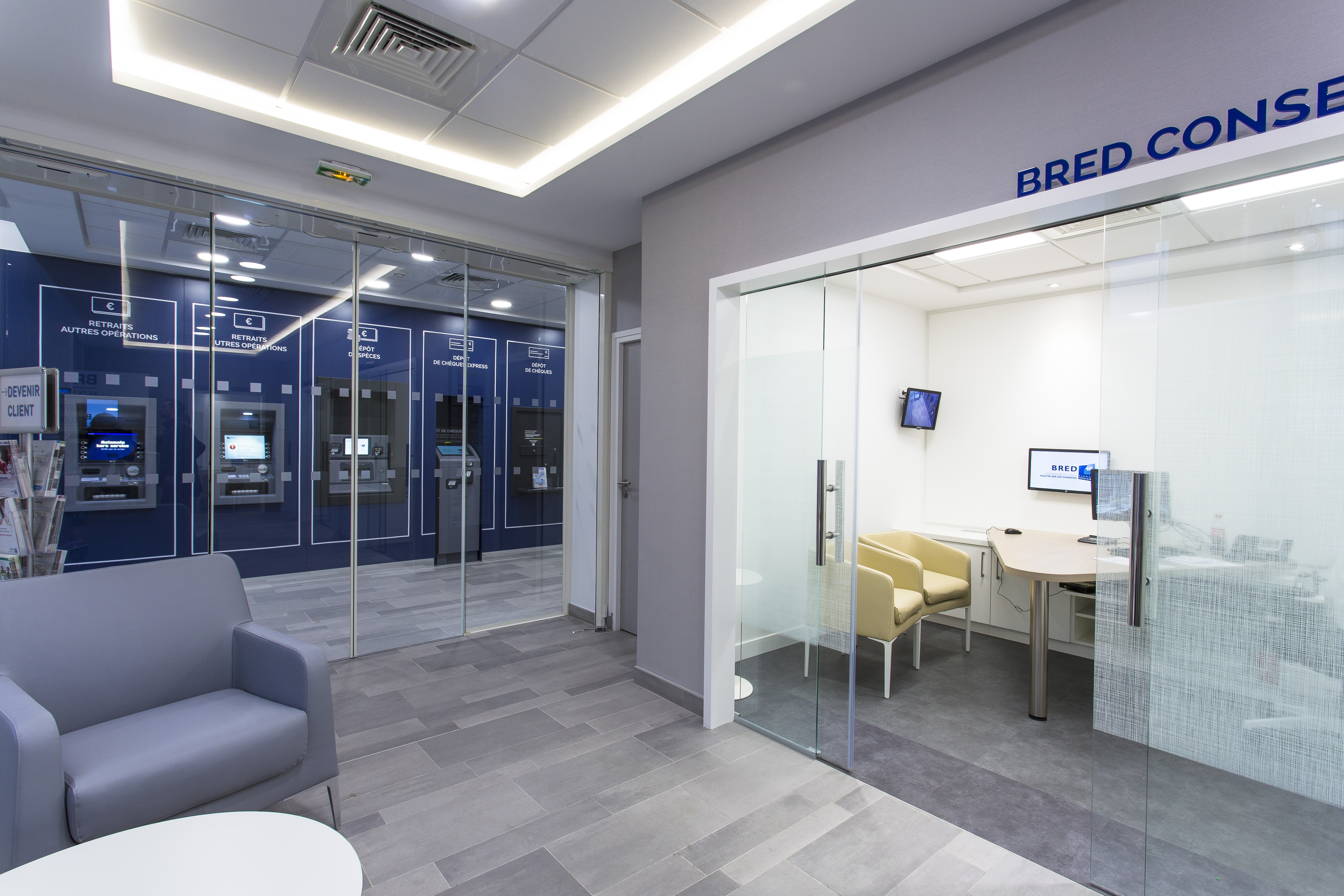
Agence BRED de la Défense.

Banque coopérative, la BRED compte, en 2022, près de 200 000 sociétaires.
Son siège social se trouve à Paris dans le 12e arrondissement. La plupart des services centraux se situent à Joinville-le-Pont dans le Val-de-Marne, territoire historique de l'établissement.

### Données financières
Au titre de l'exercice 2022, elle affiche un résultat net de 507,4 millions d'euros et un produit net bancaire de 1,63 milliard d'euros.